# Thelon
De Thelon is een rivier in Canada met een lengte van 904 km die uitmondt in de Hudsonbaai.
Het debiet bedraagt 840 m³/s. Het stroomgebied heeft een oppervlakte van 142.400 km². Een zijrivier is de Dubawnt.